# Таня Хансен
Таня Хансен (на английски: Tanya Hansen) е норвежка порнографска актриса, родена на 11 септември 1973 г. в град Йесхайм, фюлке Акешхус, Норвегия.

## Награди
- 2003: Venus награда за най-добра актриса (Скандинавия).[3]